# 汉石桥湿地
40°07′19″N 116°48′23″E / 40.12194°N 116.80639°E

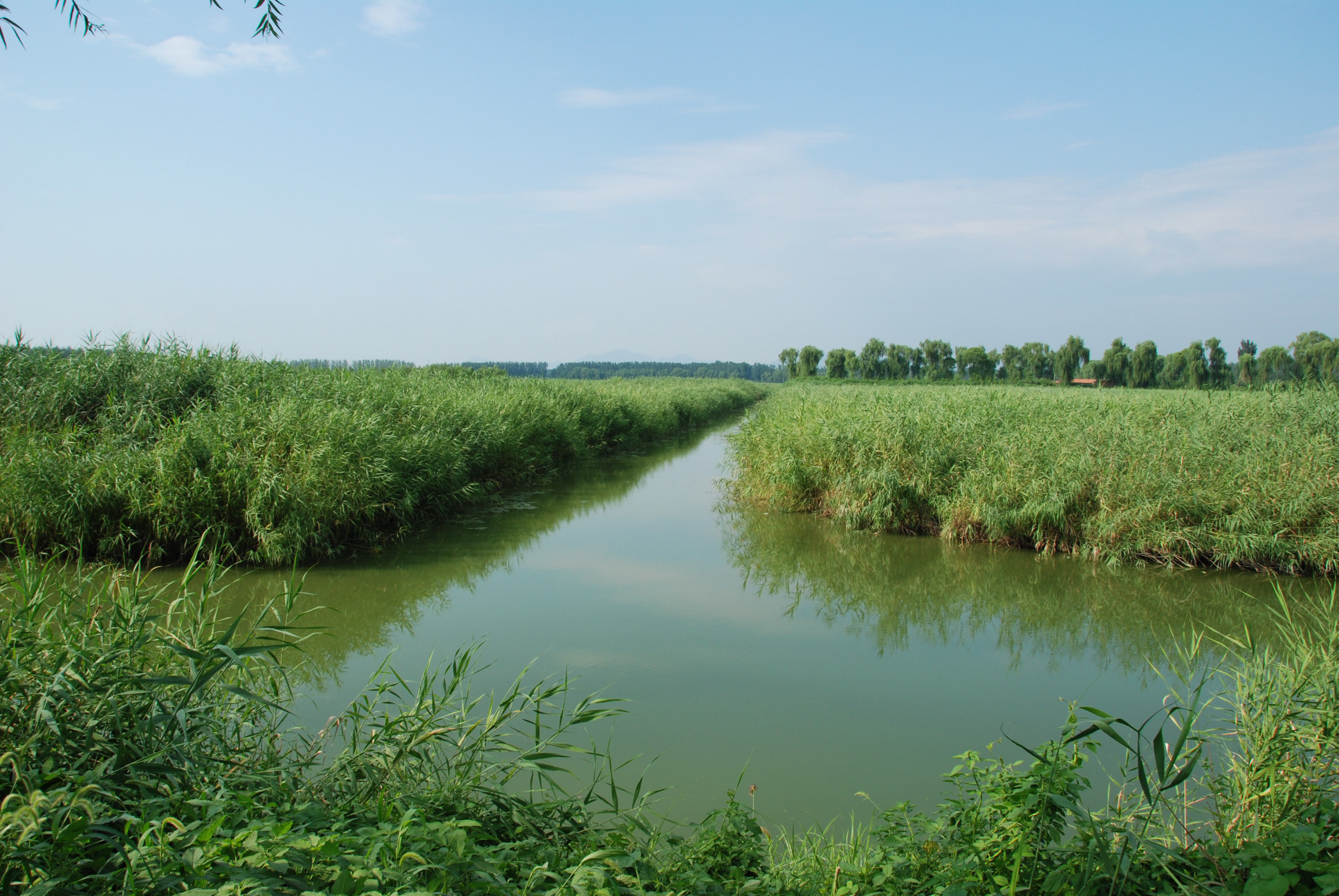
汉石桥湿地

汉石桥湿地，原名汉石桥水库，位于中华人民共和国北京市顺义区杨镇地区汉石桥村以东，为北京市级自然保护区。该湿地是位于蔡家河下游的一处低洼苇塘湿地。蔡家河因受潮白河、箭杆河洪水顶托，经常发生洪涝灾害，低洼处因常年积水形成芦苇湿地。1958年为解决洪涝灾害，修建了汉石桥水库。因水库蓄水较浅，水生植物大量生长，形成了现在的天然湿地。湿地总面积约1900公顷，核心区为水库常水位以下的淹没区及水体边缘的湿润土地，面积163.5公顷。汉石桥湿地具有丰富的动植物资源，是北京地区生物多样性指数最高的自然保护区。